# José Díaz (bobåkare)
José de la Cruz Porfirio Genaro Díaz Raigosa, född 29 april 1907 i Mexico City, död 1988, var en mexikansk bobåkare. Han deltog vid olympiska vinterspelen 1928 i Sankt Moritz och placerade sig på 11:e plats. Han var bror till bobåkaren Genaro Díaz.